# Atletica leggera ai Giochi della XXVII Olimpiade - Staffetta 4×400 metri maschile

Video della Finale

La staffetta 4×400 metri ha fatto parte del programma di atletica leggera maschile ai Giochi della XXVII Olimpiade. La competizione si è svolta nei giorni 29-30 settembre 2000 allo Stadio Olimpico di Sydney.

## Presenze ed assenze dei campioni in carica
| Competizione         | Atleta        | Prestazione | Sydney 2000 |
| -------------------- | ------------- | ----------- | ----------- |
| Olimpiadi 1996       | Stati Uniti   | 2'55”99     | Presenti    |
| Commonwealth 1998    | Giamaica      | 2'59”03     | Presente    |
| Goodwill Games 1998  | Stati Uniti   | 2'54”20     | Presenti    |
| Europei 1998         | Gran Bretagna | 2'58"68     | Presente    |
| Coppa del mondo 1998 | Stati Uniti   | 2'59”28     | Presenti    |
| Asiatici 1998        | Giappone      | 3'01”70     | Presente    |
| Panamericani 1999    | Giamaica      | 2'57”97     | Presente    |
| Africani 1999        | Nigeria       | 3'01”20     | Presente    |
| Mondiali 1999        | Polonia       | 2'58”91     | Presente    |

1. ↑  Sarebbe stato record del mondo. Però Antonio Pettigrew, il secondo frazionista, verrà trovato positivo all'antidoping.

## La gara
Vince agevolmente il quartetto degli Stati Uniti, che giunge al traguardo con quasi due secondi e mezzo di vantaggio sulla coppia formata da Nigeria e Bahamas.
Nel 2008, nell'ambito dell'inchiesta sull'allenatore Trevor Graham avviata dalle sue false dichiarazioni sull'uso di sostanze dopanti, lo staffettista Antonio Pettigrew, mai trovato positivo ad un controllo, ammette di aver fatto uso di EPO ed ormone della crescita durante e dopo i Giochi di Atlanta 1996.
Le medaglie d'oro vengono così ritirate a tutti i componenti della squadra americana, tra cui anche Michael Johnson, l'unico di quella staffetta a non essere mai stato coinvolto in fatti di doping.
Il 21 luglio 2012 il CIO decide di far scalare tutte le staffette di una posizione assegnando così l'oro alla Nigeria, l'argento alla Giamaica e il bronzo alle Bahamas.

## Finale
Stadio Olimpico, sabato 30 settembre, ore 22:20.
| Pos | Paese         | Squadra                                                              | Tempo   |
| --- | ------------- | -------------------------------------------------------------------- | ------- |
|     | Nigeria       | Clement Chukwu Jude Monye Sunday Bada Enefiok Udo-Obong              | 2'58"68 |
|     | Giamaica      | Michael Blackwood Greg Haughton Christopher Williams Danny McFarlane | 2'58"78 |
|     | Bahamas       | Avard Moncur Troy McIntosh Carl Oliver Chris Brown                   | 2'59"23 |
| 4   | Francia       | Emmanuel Front Marc Foucan Ibrahim Wade Marc Raquil                  | 3'01"02 |
| 5   | Gran Bretagna | Jared Deacon Daniel Caines Iwan Thomas Jamie Baulch                  | 3'01"22 |
| 6   | Polonia       | Piotr Rysiukiewicz Robert Maćkowiak Piotr Długosielski Piotr Haczek  | 3'03"22 |
| 7   | Australia     | Brad Jamieson Blair Young Patrick Dwyer Michael Hazel                | 3'03"91 |
|     | Stati Uniti   | Alvin Harrison Antonio Pettigrew Calvin Harrison Michael Johnson     | Squal.  |